# Kein Ort. Nirgends
Kein Ort. Nirgends ist der Titel einer 1979 veröffentlichten Erzählung von Christa Wolf (1979). Erzählt wird die fiktive Begegnung Heinrich von Kleists mit Karoline von Günderrode 1804 bei einer Teegesellschaft in Winkel am Rhein. Im Mittelpunkt steht die Spannung zwischen den Lebensvorstellungen des Dichters und der Dichterin und den Normen der Gesellschaft. Bei den beiden Protagonisten führt dies zu einer Situation, auf die der Titel hinweist.

## Inhalt
Die Erzählung geht von einer fiktiven Situation aus, in der historische Personen im Juni 1804 zusammentreffen: Der Frankfurter Kaufmanns Joseph Merten lädt eine kleine Gesellschaft „zu Tee und Unterhaltung“ in sein Haus in Winkel am Rhein ein, u. a. als prominente Gäste die Brentano-Geschwister Clemens mit Frau Sophie, Gunda mit Ehemann Savigny und Bettina sowie deren Freundin Karoline und Kleist mit seinem Arzt Wedekind.
Während die meisten Teilnehmer in wechselnden Gruppen Konversationen führen, fühlen sich Kleist und Günderrode in der Gesellschaft fremd und sind mit ihren eigenen Problemen belastet. Auf einem Spaziergang am Rhein trennen sie sich von den anderen, sprechen ungestört miteinander assoziativ über ihr Leben, ihre Dichtungen und ihre Außenseiterrolle in der Gesellschaft, analysieren scharf ihre Situationen und erkennen bei allen Unterschieden („Jeder gefangen in seinem Geschlecht. Die Berührung, nach der es uns so unendlich verlangt, es gibt sie nicht.“) Ähnlichkeiten, obwohl sie seinen Radikalismus kritisiert, und ihre Seelenverwandtschaft:
„Er blickt um sich. […] Etwas wehrt sich gegen die Vollkommenheit der Natur, wenn sie unserer eigenen Zerrissenheit entgegentritt. […] Die ungesunde Lust, auf die Hebel und Stangen hinter den Kulissen zu zeigen – bei einer Frau hat Kleist sie noch nicht angetroffen. […] Grässlich das Chaos, sagt sie, die unverbundenen Elemente in der Natur und in uns. Die barbarischen Triebe, die uns, mehr als wir wissen, unsere Handlungen bestimmen. […] Der Mensch, denkt die Günderrode, ist mir fremd, und in der Fremdheit nah. […] Nein, Günderrode! Sehn sie nicht manchen sein Unglück auf einer Selbsttäuschung gründen? Und selber nichts davon merken […] Ist wahr, sagt sie, Unsere Blindheit. Dass wir nicht wissen können, wohin unsere Abweichungen von den Wegen uns führen. Dass die Zeit uns verkennen muss, ist ein Gesetz. […] Kleist zählt sich die Staaten auf, die er kennt […] Dass ihre Verhältnisse seinen Bedürfnissen strikt entgegenstehn, hat er erfahren. Mit gutem Willen, angstvollen Zutraun hat er sie geprüft, widerstrebend verworfen. Diese Erleichterung, als er die Hoffnung auf eine irdische Existenz, die ihm entsprechen würde, aufgab. Unliebbares Leben. Kein Ort, nirgends.[…] Sie entfernen sich, Günderode, wohin?“

## Historischer Hintergrund
Zwar ist das Zusammentreffen der Personen fiktiv, jedoch basieren die Schilderungen der Autorin auf historischen Situationen und Dokumenten (s. Literatur):
Die personalen Beziehungen innerhalb der Brentano-Savigny-Gruppe sind kompliziert und Karolines Reflexionen beziehen sich darauf:
Savigny ist Karolines erste große Liebe, seit sie ihm als 19-Jährige 1799 in Marburg begegnete. Der Rechtsgelehrte schloss mit ihr Freundschaft, erwiderte jedoch die Liebe nicht und heiratete im April 1804 Kunigunde Brentano. Karoline blieb mit ihm und seiner Frau befreundet. 1804 entwickelten sich für Karoline zwei weitere Bindungen: mit Gundas Geschwistern Bettina und Clemens, nachdem dieser, seit 1803 mit Sophie Mereau verheiratet, während der Schwangerschaft seiner Frau in einem Brief versuchte, Karoline zu einer Beziehung zu bewegen. Sie lehnte dies jedoch ab. Zudem fühlte sie sich von ihm und anderen Dichtern als Poetin zu wenig gewürdigt.
Der junge Heinrich von Kleist steckte ebenfalls in einer persönlichen und dichterischen Krise: Er hatte Beziehungsprobleme, eine enge Bindung an seine Halbschwester Ulrike, löste 1802 seine zweijährig inoffizielle Verlobung mit Wilhelmine von Zenge auf, war mit seinen Dramen unzufrieden, weil sie seinen hohen Zielen nicht entsprachen, und verbrannte teilweise die Manuskripte. Auch fand er keinen geeigneten Beruf, brauchte aber eine Anstellung, um sein Leben zu finanzieren, und fühlte sich als Dichter von der rational denkenden oder am klassischen Menschenbild orientierten Kulturszene unverstanden.
Auf der Rückreise von Paris brach er in Mainz zusammen und wurde fünf Monate lang, bis ins Frühjahr 1804 vom Arzt Wedekind gepflegt. Hier setzt die Fiktion mit seinem Besuch auf der anderen Rheinseite unter Wedekinds Obhut ein.

## Form
Die Erzählung setzt sich in mehrfacher Hinsicht, inhaltlich und formal, von der Linie der DDR-Literatur, des sozialistischen Realismus, ab. Die Situation der Künstler in einem engen gesellschaftlichen Korsett ihrer Zeit, wie sie zwischen Kleist und der Günderrode angesprochen wird, erinnert an die Lage in der DDR und die damalige anhaltende Debatte um die Rolle des Künstlers im Sozialismus im Umfeld der Ausbürgerung Wolf Biermanns 1976. Die Geschichte wird ohne Untergliederung in Kapitel oder Abschnitte mit fließenden Übergängen erzählt: zwischen äußerer, mit Hinweisen auf ihr  weiteres Leben und ihren Tod, und innerer Handlung und zwischen Dialogen, ohne Anführungszeichen, und inneren Monologen. Die Perspektive wechselt dabei zwischen den beiden Protagonisten, die beide 1811 bzw. 1806 durch Suizid ihr Leben beendeten. Als Hinweis darauf trägt in Wolfs Erzählung Karoline immer einen Dolch bei sich.